# Chiesa di Santa Maria Maddalena (Contà)
La chiesa di Santa Maria Maddalena è una chiesa sussidiaria a Cunevo, frazione di Contà, e risale al XIII secolo. La chiesa apparteneva al monastero di Santa Maria Coronata, ora il complesso è conosciuto come Castel La Santa, o più semplicemente La Santa.

## Storia

### Il monastero
Il monastero di Santa Maria Coronata fu probabilmente costruito come scioglimento di un voto fatto dai conti di Flavon in procinto di partire per la crociata contro i Tartari del 1241, in occasione della Prima invasione mongola dell'Ungheria. Poiché sul dosso di Pietra Cucca (o Petra Cucha) si trovava anche la residenza del conte Guglielmo II di Flavon e visto che tra i beni del monastero erano annoverati terreni ad Andalo e Flavon è quasi certo che il complesso monastico fu fondato dai conti Flavon, forse l'originaria domus di Guglielmo con annessa cappella.
La prima citazione documentale del complesso monastico risale al 21 marzo 1244, in una bolla papale di Papa Innocenzo IV, nella quale è indicato come novella plantatio. Il monastero seguiva la Regola agostiniana e in due documenti del 1245, redatti dal patriarca di Aquileia Bertoldo di Andechs-Merania e da papa Innocenzo IV sono indicati i possedimenti del monastero agostiniano: il convento di Santa Maria Marta a Sanzeno (di cui ora rimane soltanto la Chiesa di Santa Maria), la chiesa dei Santi Pietro e Bartolomeo a Pergine Valsugana e alcuni terreni ad Andalo e Flavon. Il priore Gennaro, di cui si hanno notizie sin dal 1246, esercitava anche la funzione di cappellano del principe vescovo Egnone di Appiano, dunque aveva rapporti privilegiati con lui. Tuttavia nel 1283 il convento risultava estremamente impoverito e in decadenza, tanto da costringerlo ad interpellare il principe vescovo Enrico II e a cederlo, con atto solenne al Duomo di Trento, a Corrado di Tschöfs dell'Ordine teutonico di Bolzano. Tra le motivazioni della cessione il priore citava le guerre e i maltrattamenti del nemico, riferendosi molto probabilmente a Mainardo II di Tirolo-Gorizia che in quello stesso anno si appropriò della contea dei Flavon. Il monastero venne trasformato in ospizio e rimase proprietà dell'Ordine teutonico fino al 1695.

### L'eremo
Nel 1695 l'Ordine teutonico affittò i beni del convento ai signori Alberti d'Enno, che acquisirono il predicato "di Santa Maria Maddalena". In seguito il complesso passò agli Spaur, come sappiamo dagli Atti visitali del 1742, dove per la prima volta è citato un eremita, Giovanni Battista Cattani di Flavon, al quale il conte Felice Spaur aveva concesso la custodia della chiesetta. Successivamente fu custodita da altri eremiti, l'ultimo fu Giulio Arnoldi di Denno, ma nel 1782 con la soppressione dei romitori decisa da Giuseppe II d'Asburgo-Lorena, la chiesa e la residenza furono cedute agli Job, poi alla famiglia Cabrini e in seguito ai Ferrari, proprietari anche del vicino Castel Corona.
Dall'ottobre 1940, appartiene al Seminario maggiore di Trento che lo acquisì dalla famiglia de Ferrari di Bronzolo. L'acquisto dei terreni e degli stabili del complesso infatti fu l'ultimo atto prima di morire del monsignor Celestino Endrici.

## Descrizione

### Struttura

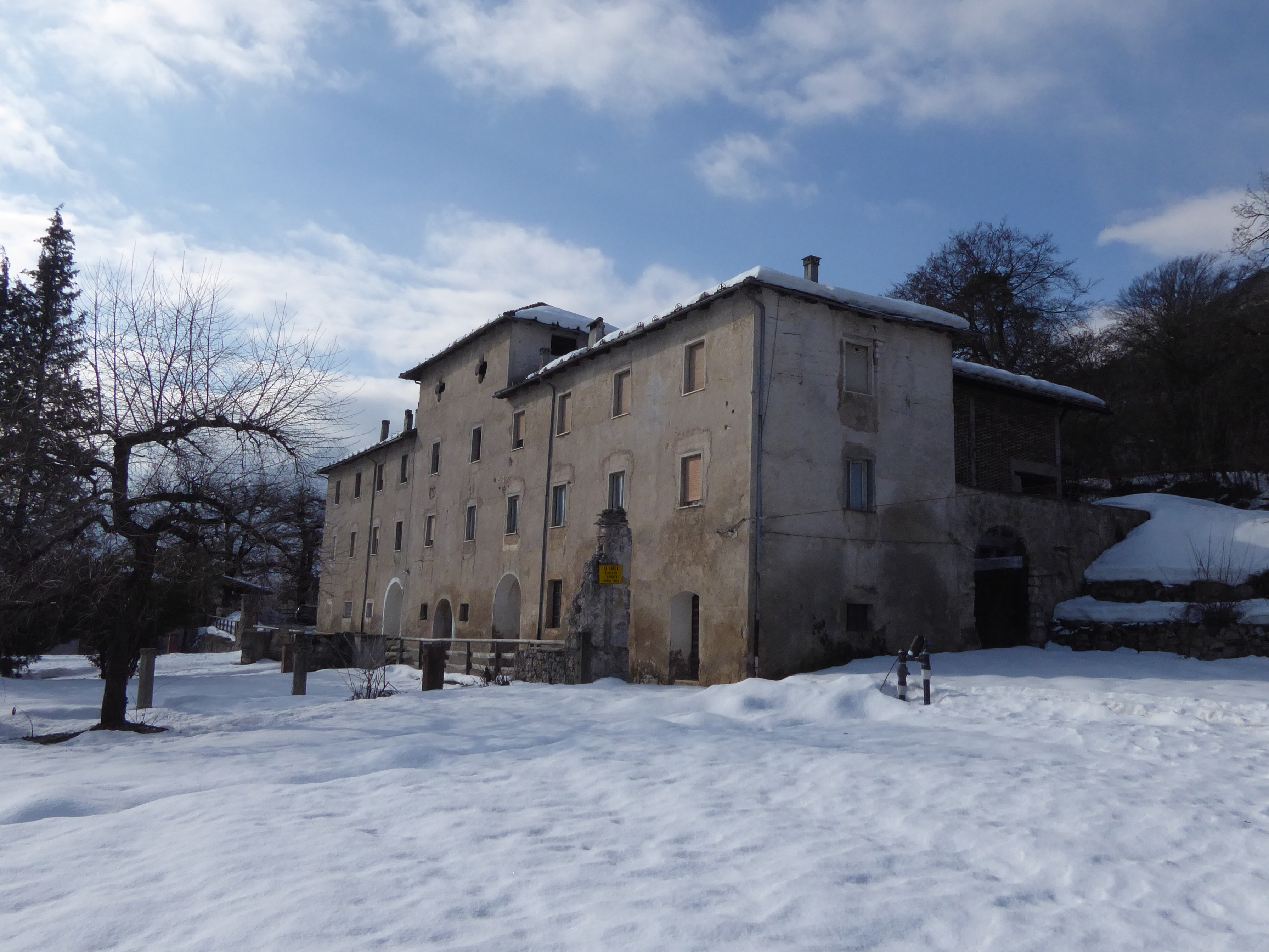
Casa colonica

La piccola chiesetta si trova nel complesso chiamato La Santa, a sud dell'abitato di Cunevo.
La chiesa al suo interno venne decorata con affreschi attorno al XV secolo (che si sono quasi completamente perduti). In seguito venne ridimensionata al ruolo di piccola cappella riducendo il presbiterio.
Dal 2002 ha un aspetto esterno che ricorda le sue origini storiche ma senza recuperarne le funzioni.
Non ha una facciata dedicata, appartenendo al complesso di una villa.
Possiede due accessi,  uno sul lato a ovest ed uno sul lato a nord. Questo secondo ingresso ha un portale in marmo affiancato da due finestre quadrangolari ed è sormontato da un'altra piccola finestra a semiluna.
L'interno, a navata unica, è intonacato e tinteggiato. La parte presbiteriale residua ha pianta rettangolare e conserva poche tracce di decorazioni affrescate.
Il campanile ha forma di piccola torretta e si erge dal corpo della villa, dove anticamente stava il presbiterio originale.
La copertura è a forma di piramide.

### Interni
La chiesetta conserva una pala d'altare, realizzata da Antonio Vanzo, pittore di Cavalese (1792-1853). Su un sasso, nel dipinto, è presente la firma AVP ("Antonio Vanzo Pinxit"). L'opera raffigura Santa Maria Maddalena.
Le quattordici stazioni della Via Crucis risalgono al XIX secolo e sono realizzate a puntasecca acquarellata.